# Église Saint-Vaast (Vlamertinge)
Pour les articles homonymes, voir Église Saint-Vaast.
 (mars 2018).
Si vous disposez d'ouvrages ou d'articles de référence ou si vous connaissez des sites web de qualité traitant du thème abordé ici, merci de compléter l'article en donnant les références utiles à sa vérifiabilité et en les liant à la section « Notes et références ».
 (juin 2024).
L'église Saint-Vaast (originelle: Sint-Vedastuskerk) est une église à Vlamertinge en Flandre-Occidentale.

## Histoire

### Moyen Âge
L'église porte le nom du saint Vedastus. En 857, une chapelle aurait été construite pour la première fois. Ensuite, l'église a été détruite un certain nombre de fois et reconstruite à chaque fois. En 1301, une nouvelle église a été construite.

### Histoire moderne

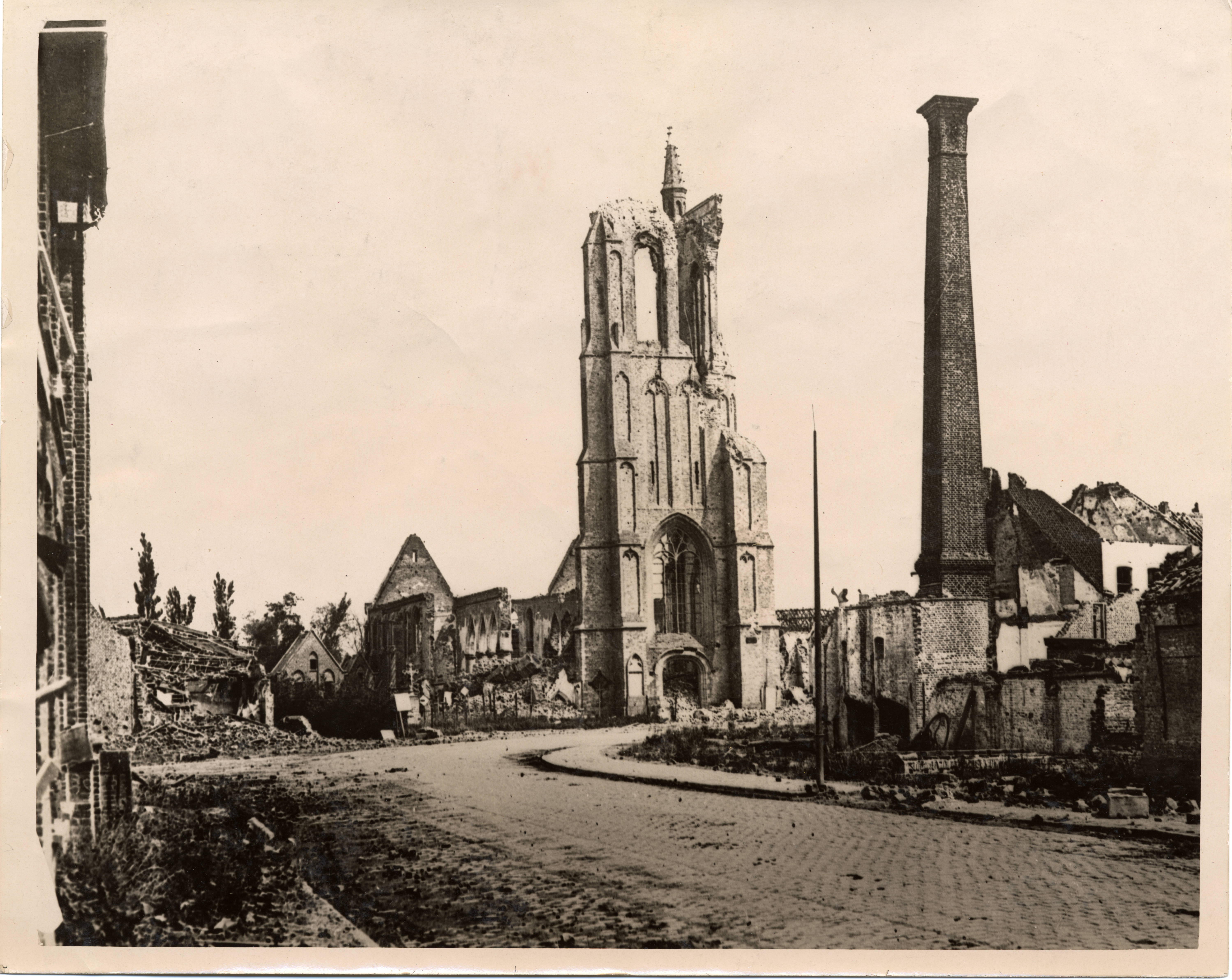

En 1566, le lieu de culte a été détruit à nouveau. Pendant la première guerre de coalition en 1793, les Français ont mis le feu à l'église parce qu'ils ont perdu leur ligne de front, qui a également traversé Ypres.

## Architecture
L'église est de style gothique et la tour mesure 64,37 mètres de haut.

## Vois aussi